# Déli-Parti InterRégió
A Déli-Parti InterRégió egy Budapest-Déli és Balatonszentgyörgy között a nyári szezonban 2 óránként közlekedő vasúti járat. Budapest-Déli és Székesfehérvár között csak Budapest-Kelenföld és Érd alsón állnak meg. Székesfehérvár és Balatonszentgyörgy között mindenhol megállnak. Vonatszámuk 184-gyel és 185-tel kezdődik. A 18608 számú vonat Keszthelyig közlekedik, a 18509 számú vonat Nagykanizsától közlekedik.

## Történet
2015-ös nyári szezontól közlekedik sebesvonatként 2 óránként Budapest-Déli pályaudvarról Nagykanizsáig. 1 pár vonat Keszthelyig közlekedik (18608/8609). Kelenföld és Székesfehérvár között nem álltak meg, csak néhány állt meg Érd alsón és Gárdonyban.
2016-os nyári szezontól a vonatok megállnak Érd alsón, de Gárdonyban nem állnak meg (kivéve: 8609, valamint ebben az évben a 18503 is).
2019-es nyári szezontól a Nagykanizsára közlekedő vonatok csak Balatonszentgyörgyig közlekednek, 1 járat azonban megmaradt, ami Nagykanizsától közlekedik Budapestig.
2021-ben már elő és utószezonban is közlekedik. Hétköznap Fonyód helyett csak Siófokig közlekednek.
2022-től a vonatok InterRégióként közlekednek, kivéve a 18609, ami továbbra is sebesvonatként közlekedik, ez Érd alsó helyett Gárdonyban áll meg, valamint Székesfehérvár-Repülőtér, Bélatelep, Alsóbélatelep, Balatonfenyves alsó, Máriahullámtelep, Máriaszőlőtelep, Balatonberény megállóhelyeken a vonatok csak feltételesen állnak meg.
2023-tól a 18609-es vonat Gárdony helyett Érd alsón áll meg.
2024-től Polgárdi-Tekerespuszta, Balatonvilágos és Szabadifürdő megállóhelyeken a vonatok csak feltételesen állnak meg, a 18609-es járat pedig már szintén Interrégióként közlekedik, valamint ettől az évtől a március végétől november elejéig, hétvégenként közlekedő Budapest-Fonyód viszonylatú Interrégió is a Déli-Parti nevet vette fel. Ebben az évben a nyári időszakban 1 pár vonat csak Siófokig közlekedik, a Siófok utáni szakaszát a Napfürdő Expressz szolgálja ki.
2024. december 15-től a Siófokról Déli pályaudvarra közlekedő (vonatszám: 8511) név nélküli InterRégió Déli-Parti néven közlekedik tovább. Ezáltal ez az egyetlen vonat ami egész évben közlekedik .

## Útvonal
A vonat Budapest-Déli pályaudvarról indul Érd alsó, Székesfehérvár, Siófok és Fonyód érintésével közlekedik. Minden második vonat Balatonszentgyörgy helyett csak Fonyódig közlekedik, elő és utószezonban viszony Fonyód helyett csak Siófokig közlekednek.

## Megállóhelyei
| Megállóhelyek             |
| ------------------------- |
| 1. Budapest-Déli          |
| 2. Budapest-Kelenföld     |
| 3. Érd alsó               |
| 4. Székesfehérvár         |
| 5. Maroshegy              |
| 6. Szabadbattyán          |
| 7. Kiscséripuszta         |
| 8. Polgárdi-Tekerespuszta |
| 9. Lepsény                |
| 10. Balatonaliga          |
| 11. Balatonvilágos        |
| 12. Szabadisóstó          |
| 13. Szabadifürdő          |
| 14. Siófok                |
| 15. Balatonszéplak felső  |
| 16. Balatonszéplak alsó   |
| 17. Zamárdi felső         |
| 18. Zamárdi               |
| 19. Szántód               |
| 20. Balatonföldvár        |
| 21. Balatonszárszó        |
| 22. Balatonszemes         |
| 23. Balatonlelle felső    |
| 24. Balatonlelle          |
| 25. Balatonboglár         |
| 26. Fonyódliget           |
| 27. Fonyód                |
| 28. Bélatelep             |
| 29. Alsóbélatelep         |
| 30. Balatonfenyves        |
| 31. Balatonfenyves alsó   |
| 32. Máriahullámtelep      |
| 33. Máriaszőlőtelep       |
| 34. Balatonmáriafürdő     |
| 35. Balatonberény         |
| 36. Balatonszentgyörgy    |
| Napi 1 Nagykanizsáról.    |
| 37. Keszthely             |